# Zamosze (sielsowiet Podświle)
Zamosze (biał. Замошша; ros. Замошье) – wieś na Białorusi, w obwodzie witebskim, w rejonie głębockim, w sielsowiecie Podświle.
Znajduje tu się przystanek kolejowy Zamosze, położony na linii Połock – Mołodeczno.

## Historia
W czasach zaborów wieś w gminie Głębokie, w powiecie dzisieńskim, w guberni wileńskiej Imperium Rosyjskiego.
W latach 1921–1945 wieś leżała w Polsce, w województwie wileńskim, w powiecie dziśnieńskim, w gminie Głębokie, od 1929 w gminie Hołubicze.
Według Powszechnego Spisu Ludności z 1921 roku zamieszkiwały tu 222 osoby, 5 było wyznania rzymskokatolickiego, 217 prawosławnego. Jednocześnie 217 mieszkańców zadeklarowało polską przynależność narodową, 5 białoruską. Było tu 45 budynków mieszkalnych. W 1931 w 49 domach zamieszkiwały 244 osoby.
Wierni należeli do parafii rzymskokatolickiej w Zaszcześlu i prawosławnej w Kowalach. Miejscowość podlegała pod Sąd Grodzki w Głębokiem i Okręgowy w Wilnie; właściwy urząd pocztowy mieścił się w Hołubiczach.
W wyniku napaści ZSRR na Polskę we wrześniu 1939 miejscowość znalazła się pod okupacją sowiecką. 2 listopada została włączona do Białoruskiej SRR. Od czerwca 1941 roku pod okupacją niemiecką. W 1944 miejscowość została ponownie zajęta przez wojska sowieckie i włączona do Białoruskiej SRR.
Od 1991 w składzie niepodległej Białorusi.